# Chrysopa dasyptera
Chrysopa dasyptera là một loài côn trùng trong họ Chrysopidae thuộc bộ Neuroptera. Loài này được McLachlan miêu tả năm 1872.